# 인드라 쿠마르

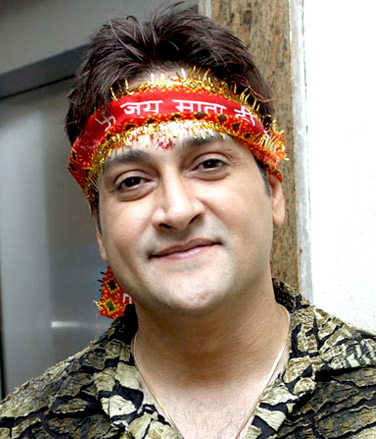

인데르 쿠마르(Inder Kumar, 1973년 8월 26일 ~ 2017년 7월 28일)는 인도의 모델, 배우이다.
자이푸르에서 태어났으며 뭄바이에서 사망하였다. 사인은 심근 경색이다.

## 영화
- 피스트 파이트 (2017년)
- 아메리칸 메이드 (2017년) - 중동 경매 입찰자 역
- 슬립리스: 크리미널 나이트 (2017년) - 의사 역
- 미들 스쿨: 꼰대 길들이기 (2016년)
- 마더스 데이 (2016년)
- 이웃집 스파이 (2016년)
- 땡큐 포 유어 서비스 (2016년) - 재향 군인 역
- 패신저스 (2016년) - 은행원 역
- 어카운턴트 (2016년) - 죄수 역
- 월터 (2015년)